# Pathiri (Burkina Faso)
Pour les articles homonymes, voir Pathiri.
Pathiri est une commune rurale située dans le département d'Arbollé de la province du Passoré dans la région Nord au Burkina Faso.

## Santé et éducation
Le centre de soins le plus proche de Pathiri est le centre de santé et de promotion sociale (CSPS) d'Arbollé tandis que le centre médical avec antenne chirurgicale (CMA) de la province se trouve à Yako.
La commune possède une école primaire et un collège d'enseignement général (CEG).